# Kolozsbós
Kolozsbós, más néven Bózs (románul Boju) falu Romániában, Kolozs megyében.
Határában római kori falmaradványokat és kerámiákat tártak fel. Első írásbeli említése 1377-ből származik. 1850-ben 560 lakosából 528 volt a román, 1992-ben 631 lakosából 631.

## Története
A régészeti falu 2010 óta része Kolozs megye történelmi műemlékei közé tartozik. A falu fennállásáról írott dokumentum először 1214 óta ír, itt Villa Boscu név alatt emlegetik. 1346 évében szintén megemlíti más írásos dokumentum, ekkor Bos név alatt Chech de Rediu birtokaként.

## Földrajzi adatok
Földrajzi elhelyezkedését tekintve nagyjából hasonló távolságra, 16 kilométerre van Kolozsvár és Torda között. Statisztikák alapján 1720-ban a falu nagyjából 700 hold területű volt, ebből körülbelül 600 hold terület művelhető volt. 1900-ban a felmérések jól mutatják, hogy a falu területe megnőtt, már 3381 hold, ami nagyjából 1700 hektárnak felel meg. A terület növekedés a magyar nemesi családoknak köszönhető, amelyek birtokában állt az a terület, amellyel a falu növekedett.
Már a római idők óta a falu útelágazás volt, mely Kolozs és Torda települések között áthaladó utat összekötötte a Kolozsvár-Torda útvonallal, Apahida településen keresztül.

## Geológiai adatok
A falu területén kimutatták egy sólelőhely illetve sós vizű források létezését, ám a falu lakossága már régi idők óta tud a területén található sósvizekről.